# امیرآباد سرزه
امیرآباد سرزه یک روستا در ایران است که در دهستان مود شهرستان سربیشه واقع شده‌است. امیرآباد سرزه 190نفر جمعیت دارد و محصول غالب روستا زرشک می باشد و اراضی کشاورزی آن در سالیان اخیر از چند محصولی خارج و
```
به نوعی تک محصول و از نوع زرشک شده است هر چند مردم روستا سالیان گذشته مثل همه روستاهای خراسان بیشتر مایحتاج خویش شامل جو و گندم و چغندر و...کشت میکردند ولی از سه چهار دهه پیش مردم روستا به تقلید از دو برادر حاجی محمد و قدرت(ابراهیم) امیرآبادی فرزندان مرحوم ابوتراب که تمام مزارعشان زرشک بود به غرس زرشک و پرورش آن روی آوردند و الان روستای امیرآباد کاملا جنگلی و مملو از درخت زرشک شده است و تا حدودی هم عناب و به سختی می‌توان از وسط مزارع روستا عبور کرد و یا زمینی فاقد درخت زرشک پیدا نمود.این روستا توسط حاجی حسن امیرآبادی از حدود بیش از یک تا یک و نیم قرن پیش احیا و آباد شده و امروزه شش سهم آن در اختیار نوادگان حاجی حسن و شش سهم دیگر آن در اختیار چکنه ها (بقیه مردم ساکن روستا) می‌باشد که همگی به پرورش تک محصول زرشک و اندکی عناب روی آورده اند.بزرگانی از نسل حاجی حسن شامل فرزندانش حاجی محمد امیرآبادی و ابوتراب و موسی و حاجیه صغری همگی به رحمت خدا رفته اند حتی فرزندانشان نیز بعضاً مرحوم شده اند که از حاج محمد حسن و برادرش غلامحسین ،حاجی ابوتراب و... می‌توان نام برد.علی حسین که معروف به کدخدا بود و نیز علی،رضا ،جهانگیر و سلیمان نیز فرزندان مرحوم قاسم بودند و علی سرزهی شوهر حاجیه صغری و حسن و حسین غلام و غلامحسین علی اصغر نیز ساکن در همین روستا بوده و می‌باشند و در حال حاضر افراد ساکن در روستا نسبت به گذشته بسیار کم شده و بیشتر ایام تعطیلات به روستا رفت و آمد می‌کنند.این روستا یک مسجد قدیمی با دو قسمت مردانه و زنانه دارد که حداقل هشتاد تا صد سال پیش قدمت آن است و علاوه بر نماز خواندن و عبادت در همین مسجد عزاداری هم می‌شده است تا اینکه در اوایل دهه هفتاد خورشیدی مردم با سرخیری مرحوم حاجی ابوتراب حسینیه روستا را ساختند که تکمیل آن با سرخیری حاجیه صغری در اواخر همین دهه بود و مراسم عزاداری امام حسین علیه السلام همه ساله در حسینیه انجام می‌شود و از قدیم الایام مرحوم کربلایی ملاعلی و انصاری از روستای نوفرست به اینجا آمده و عزاداری می‌کردند و چندین سال نیز آقای روان در این روستا منبر می رفته است،فی الحال شیخعلی امیرآبادی فرزند ابراهیم از نوادگان  ابوتراب حاجی حسن و اکبر غلام امیرآبادی قریب به سه دهه است که از خود روستا بعنوان روحانی و تحصیل کرده حوزه علمیه مشهد به عزاداری و روضه خوانی در حسینیه مشغول است.دو علم روستا با ورود ماه محرم با نظارت و همراهی خانم حاجیه صغری از فرزندان حاجی حسن بسته می‌شده که مردم روز های تاسوعا و عاشورا به عزاداری و علم چرخانی به درب منازل و کوچه های روستا مشغول می‌شدند که کماکان با فوت ایشان، این سنت وجود دارد و علم ها به دست زنان روستا بسته و آماده علم گردانی می‌شود و علاوه بر شیخ کسانی که حمل دو علم را بر عهده دارند با بشقاب شکلات ،خرما یا...مورد پذیرایی مردم قرار می‌گیرند که اخیرا بیش از پنج سال شده که هیات روستا با مداحی آقای محمود امیرآبادی از فرزندان مرحوم کدخدا و همراهی مردم و روحانی روستا شیخعلی امیرآبادی رونق خاصی پیدا کرده است.هم اکنون نیز حسینیه روستا از تابستان 1402 خورشیدی با همت مردم خصوصاً جوانان و سرخیری محمد امیرآبادی فرزند غلامحسین علی غلام و حمل بار علیرضا امیرآبادی فرزند اکبر غلام توسعه پیدا کرده و حسینیه ای در خور نام حضرت سیدالشهداء  با دو قسمت زنانه- مردانه ساخته شده که واقعاً در آن منطقه بی‌نظیر است.اغلب جوانان روستا در شهرهای مختلف در مناصب دولتی حضور دارند و در ایام تعطیلات عید نوروز و محرم و تابستان به روستا آمده و گرمابخش محافل هستند.
```